# Eye of the Witch
"Eye of the Witch" är den enda singeln släppt från den danska skräckrockaren King Diamonds album "The Eye".

## Låtar
1. Eye Of The Witch (3:46)
2. Behind These Walls (3:44)

## Medverkande
- Sång: King Diamond
- Gitarr: Andy La Rocque
- Gitarr: Pete Blakk
- Bas: Hal Patino
- Trummor: Snowy Shaw